# Wildalmkirchl
Le Wildalmkirchl est un sommet des Alpes, à 2 578 m d'altitude, dans les Alpes de Berchtesgaden, et particulièrement dans le Steinernes Meer, en Autriche (land de Salzbourg).